# Campeonato Europeo de Waterpolo Femenino de 2020
El XVIII Campeonato Europeo de Waterpolo Femenino se celebró en Budapest (Hungría) entre el 12 y el 25 de enero de 2020 bajo la organización de la Liga Europea de Natación (LEN) y la Federación Húngara de Natación. Paralelamente se celebró el XXXIV Campeonato Europeo de Waterpolo Masculino.
Los partidos se realizaron en la Duna Aréna de la capital magiar. Compitieron en el evento 12 selecciones nacionales afiliadas a la LEN por el título europeo, cuyo anterior portador era el equipo de los Países Bajos, ganador del Europeo de 2018.
La selección de España conquistó su segundo título europeo al vencer en la final al equipo de Rusia con un marcador de 13-12. El conjunto de Hungría ganó la medalla de bronce en el partido por el tercer puesto contra el equipo de los Países Bajos.

## Grupos
| Grupo A    | Grupo B      |
| ---------- | ------------ |
| Croacia    | España       |
| Grecia     | Francia      |
| Hungría    | Alemania     |
| Rusia      | Israel       |
| Serbia     | Italia       |
| Eslovaquia | Países Bajos |

## Primera fase
- Todos los partidos en la hora local de Hungría (UTC+1).

Los primeros cuatro equipos de cada grupo disputan los cuartos de final. Los equipos restantes juegan entre sí por los puestos 8 a 12.

### Grupo A
| Equipo     | J | G | E | P | GF  | GC | DG  | PTS |
| ---------- | - | - | - | - | --- | -- | --- | --- |
| Hungría    | 5 | 5 | 0 | 0 | 94  | 26 | +68 | 15  |
| Rusia      | 5 | 4 | 0 | 1 | 112 | 21 | +91 | 12  |
| Grecia     | 5 | 3 | 0 | 2 | 79  | 37 | +42 | 9   |
| Eslovaquia | 5 | 2 | 0 | 3 | 21  | 78 | -57 | 6   |
| Croacia    | 5 | 1 | 0 | 4 | 26  | 94 | -68 | 3   |
| Serbia     | 5 | 0 | 0 | 5 | 19  | 95 | -76 | 0   |

- Resultados

| Fecha | Hora  | Partido    | Partido | Partido    | Resultado |
| ----- | ----- | ---------- | ------- | ---------- | --------- |
| 12.01 | 11:30 | Eslovaquia | -       | Rusia      | 2-31      |
| 12.01 | 13:00 | Grecia     | -       | Serbia     | 26-7      |
| 12.01 | 19:30 | Hungría    | -       | Croacia    | 25-6      |
| 13.01 | 13:00 | Croacia    | -       | Grecia     | 3-18      |
| 13.01 | 14:30 | Rusia      | -       | Serbia     | 27-2      |
| 13.01 | 19:00 | Eslovaquia | -       | Hungría    | 2-20      |
| 15.01 | 14:30 | Grecia     | -       | Eslovaquia | 18-2      |
| 15.01 | 16:00 | Serbia     | -       | Croacia    | 8-9       |
| 15.01 | 19:00 | Hungría    | -       | Rusia      | 9-8       |
| 17.01 | 14:30 | Rusia      | -       | Croacia    | 34-1      |
| 17.01 | 17:30 | Eslovaquia | -       | Serbia     | 6-2       |
| 17.01 | 19:00 | Hungría    | -       | Grecia     | 13-10     |
| 19.01 | 13:00 | Eslovaquia | -       | Croacia    | 9-7       |
| 19.01 | 17:30 | Grecia     | -       | Rusia      | 7-12      |
| 19.01 | 19:00 | Serbia     | -       | Hungría    | 0-27      |

### Grupo B
| Equipo       | J | G | E | P | GF | GC | DG  | PTS |
| ------------ | - | - | - | - | -- | -- | --- | --- |
| Países Bajos | 5 | 5 | 0 | 0 | 83 | 17 | +66 | 15  |
| España       | 5 | 4 | 0 | 1 | 74 | 32 | +42 | 12  |
| Italia       | 5 | 3 | 0 | 2 | 62 | 37 | +25 | 9   |
| Francia      | 5 | 2 | 0 | 3 | 40 | 62 | -22 | 6   |
| Israel       | 5 | 1 | 0 | 4 | 22 | 70 | -48 | 3   |
| Alemania     | 5 | 0 | 0 | 5 | 19 | 82 | -63 | 0   |

- Resultados

| Fecha | Hora  | Partido      | Partido | Partido      | Resultado |
| ----- | ----- | ------------ | ------- | ------------ | --------- |
| 12.01 | 14:30 | Francia      | -       | España       | 6-15      |
| 12.01 | 16:00 | Alemania     | -       | Italia       | 4-13      |
| 12.01 | 17:30 | Países Bajos | -       | Israel       | 22-3      |
| 13.01 | 11:30 | Alemania     | -       | Países Bajos | 2-23      |
| 13.01 | 16:00 | Israel       | -       | Francia      | 6-10      |
| 13.01 | 17:30 | Italia       | -       | España       | 10-16     |
| 15.01 | 11:30 | Francia      | -       | Alemania     | 17-5      |
| 15.01 | 13:00 | España       | -       | Israel       | 18-2      |
| 15.01 | 17:30 | Países Bajos | -       | Italia       | 10-4      |
| 17.01 | 11:30 | Alemania     | -       | España       | 4-19      |
| 17.01 | 13:00 | Países Bajos | -       | Francia      | 18-1      |
| 17.01 | 16:00 | Italia       | -       | Israel       | 17-1      |
| 19.01 | 11:30 | Francia      | -       | Italia       | 6-18      |
| 19.01 | 14:30 | Alemania     | -       | Israel       | 3-10      |
| 19.01 | 16:00 | España       | -       | Países Bajos | 6-10      |

## Fase final
- Todos los partidos en la hora local de Hungría (UTC+1).

|  | Cuartos de final | Cuartos de final |              |           | Semifinales | Semifinales |         |              | Final        | Final |  |
|  |                  |                  |              |           |             |             |         |              |              |       |  |
|  |                  |                  |              |           |             |             |         |              |              |       |  |
|  | Hungría          | 16               |              |           |             |             |         |              |              |       |  |
|  | Hungría          | 16               |              |           |             |             |         |              |              |       |  |
|  | Francia          | 3                |              |           |             |             |         |              |              |       |  |
|  | Francia          | 3                |              | Hungría   | 10          |             |         |              |              |       |  |
|  |                  |                  |              | Hungría   | 10          |             |         |              |              |       |  |
|  |                  |                  | España       | 11        |             |             |         |              |              |       |  |
|  | Grecia           | 9                | España       | 11        |             |             |         |              |              |       |  |
|  | Grecia           | 9                |              |           |             |             |         |              |              |       |  |
|  | España           | 12               |              |           |             |             |         |              |              |       |  |
|  | España           | 12               |              |           |             |             |         | España       | 13           |       |  |
|  |                  |                  |              |           |             |             |         | España       | 13           |       |  |
|  |                  |                  | Rusia        | 12        |             |             |         |              |              |       |  |
|  | Rusia            | 13               | Rusia        | 12        |             |             |         |              |              |       |  |
|  | Rusia            | 13               |              |           |             |             |         |              |              |       |  |
|  | Italia           | 7                |              |           |             |             |         |              |              |       |  |
|  | Italia           | 7                |              | Rusia (P) | 11          |             |         | Tercer lugar | Tercer lugar |       |  |
|  |                  |                  |              | Rusia (P) | 11          |             |         | Tercer lugar | Tercer lugar |       |  |
|  |                  |                  | Países Bajos | 10        |             |             |         |              |              |       |  |
|  | Eslovaquia       | 2                | Países Bajos | 10        |             |             | Hungría | 10           |              |       |  |
|  | Eslovaquia       | 2                |              |           |             |             | Hungría | 10           |              |       |  |
|  | Países Bajos     | 22               |              |           |             |             |         |              | Países Bajos | 8     |  |
|  | Países Bajos     | 22               |              |           |             |             |         |              | Países Bajos | 8     |  |
|  |                  |                  |              |           |             |             |         |              |              |       |  |

### Cuartos de final
| Fecha | Hora  | Partido    | Partido | Partido      | Resultado |
| ----- | ----- | ---------- | ------- | ------------ | --------- |
| 21.01 | 14:30 | Eslovaquia | -       | Países Bajos | 2-22      |
| 21.01 | 16:00 | Rusia      | -       | Italia       | 13-7      |
| 21.01 | 17:30 | Grecia     | -       | España       | 9-12      |
| 21.01 | 19:00 | Hungría    | -       | Francia      | 16-3      |

### Semifinales
| Fecha | Hora  | Partido | Partido | Partido      | Resultado |
| ----- | ----- | ------- | ------- | ------------ | --------- |
| 23.01 | 17:30 | Rusia   | -       | Países Bajos | 11-10 (P) |
| 23.01 | 19:00 | Hungría | -       | España       | 10-11     |

### Tercer lugar
| Fecha | Hora  | Partido | Partido | Partido      | Resultado |
| ----- | ----- | ------- | ------- | ------------ | --------- |
| 25.01 | 17:30 | Hungría | -       | Países Bajos | 10-8      |

### Final
| Fecha | Hora  | Partido | Partido | Partido | Resultado |
| ----- | ----- | ------- | ------- | ------- | --------- |
| 25.01 | 19:00 | España  | -       | Rusia   | 13-12     |

## Medallero
| España | Rusia | Hungría |
| Marta Bach Pascual Paula Crespí Barriga Anna Espar Llaquet Clara Espar Llaquet Laura Ester Ramos Judith Forca Ariza María del Carmen García Irene González López Paula Leitón Arrones Beatriz Ortiz Muñoz Pilar Peña Carrasco Elena Sánchez González Roser Tarragó | Mariya Bersneva Mariya Borisova Anastasiya Fedotova Olga Gorbunova Yevgueniya Ivanova Elvina Karimova Anna Karnauj Yekaterina Prokofieva Aliona Serzhantova Anastasiya Simanovich Yevgueniya Soboleva Anna Timofeyeva Anna Ustiujina | Orsolya Csehó-Kovácsné Edina Gangl Krisztina Garda Gréta Gurisatti Anikó Gyöngyössy Anna Illés Rita Keszthelyi-Nagy Dóra Leimeter Zsuzsanna Máté Rebecca Parkes Natasa Rybanska Dorottya Szilágyi Vanda Vályi |
| Miguel Ángel Oca (seleccionador) | Alexandr Gaidukov (seleccionador) | Attila Bíró (seleccionador) |

Fuente: 

## Estadísticas

### Clasificación general
| 1. España       |
| 2. Rusia JO     |
| 3. Hungría      |
| 4. Países Bajos |
| 5. Italia       |
| 6. Grecia       |
| 7. Francia      |
| 8. Eslovaquia   |
| 9. Israel       |
| 10. Croacia     |
| 11. Alemania    |
| 12. Serbia      |

### Máximas goleadoras
| N.º | Nombre               | Selección    | Goles | Tiros | %      | Partidos jugados |
| --- | -------------------- | ------------ | ----- | ----- | ------ | ---------------- |
| 1   | Rita Keszthelyi-Nagy | Hungría      | 28    | 48    | 58,3 % | 8                |
| 2   | Olga Gorbunova       | Rusia        | 27    | 49    | 55,1 % | 8                |
| 3   | Maud Megens          | Países Bajos | 26    | 51    | 51,0 % | 8                |
| 4   | Aliona Serzhantova   | Rusia        | 20    | 29    | 69,0 % | 8                |
| 4   | Elvina Karimova      | Rusia        | 20    | 33    | 60,6 % | 8                |
| 4   | Beatriz Ortiz Muñoz  | España       | 20    | 45    | 44,4 % | 8                |
| 7   | Eleni Xenaki         | Grecia       | 18    | 37    | 48,6 % | 8                |
| 8   | Roberta Bianconi     | Italia       | 17    | 30    | 56,7 % | 8                |
| 8   | Arianna Garibotti    | Italia       | 17    | 34    | 50,0 % | 8                |
| 8   | Elefthería Plevritu  | Grecia       | 17    | 34    | 50,0 % | 8                |

Fuente: 